# Coquelin aîné
Pour les articles homonymes, voir Coquelin.
Benoît Constant Coquelin, dit Coquelin aîné pour le distinguer de son frère Ernest, dit Coquelin cadet, né à Boulogne-sur-Mer le 23 janvier 1841 et mort à Couilly-Pont-aux-Dames le 27 janvier 1909, est un comédien français.
L'un des comédiens les plus notoires de son temps, il a notamment créé le rôle de Cyrano de Bergerac.

## Biographie

### Début de carrière et notoriété
En 1860, après avoir reçu le premier prix de comédie au Conservatoire de Paris, il débute à la Comédie-Française dans des rôles de valets du répertoire classique. Il en devient sociétaire en 1864. En 25 années, il y crée plus de 40 rôles.
Il quitte la Comédie-Française en 1886 et, pendant plusieurs années, donne des représentations en Europe et en Amérique. Il est ensuite engagé dans divers théâtres parisiens. Il revient brièvement à la Comédie-Française en 1891, comme pensionnaire ; il y crée Thermidor (en) de Victorien Sardou, pièce interdite dès la troisième représentation. En 1895, il entre au théâtre de la Renaissance.
L'année suivante, il prend la direction du théâtre de la Porte-Saint-Martin avec son fils Jean, jusqu'en 1901 où il la laisse à son fils seul. Le guide Paris-Parisien, qui le considère en 1899 comme une « notoriété de la vie parisienne », trouve son « comique irrésistible ».

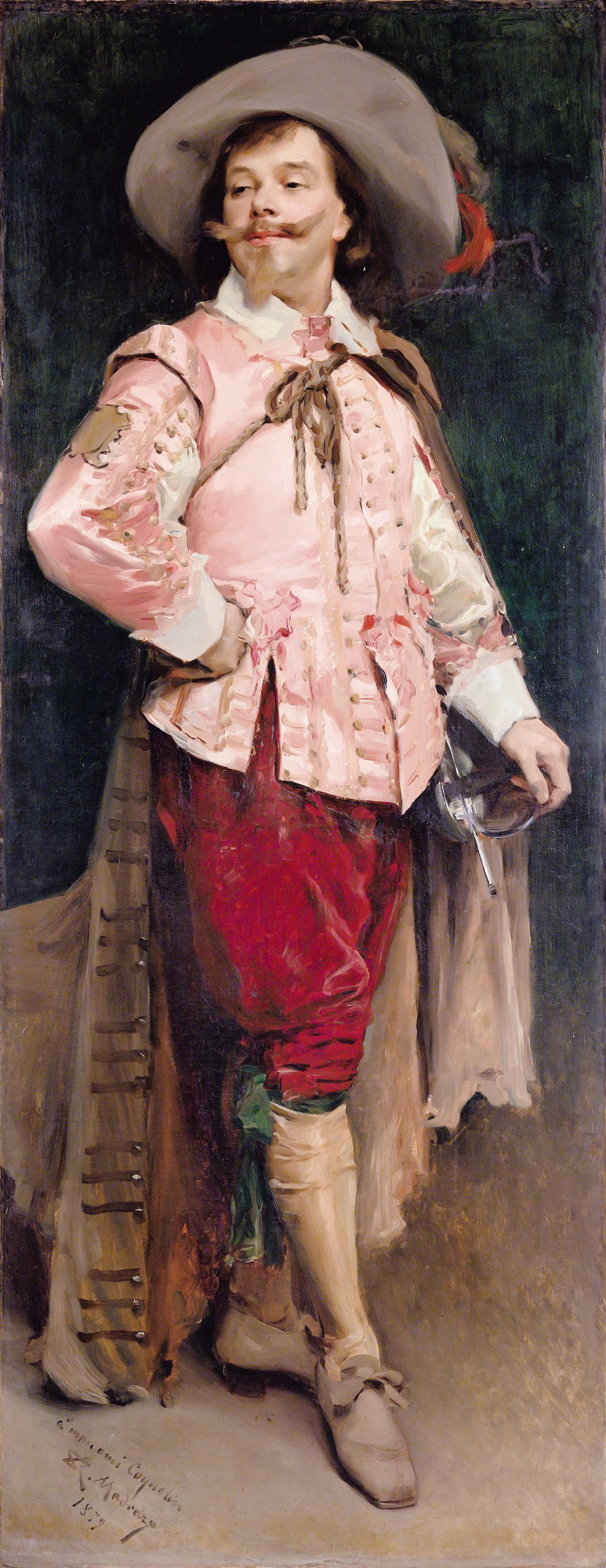
Raimundo de Madrazo y Garreta, Portrait en pied de Constant Coquelin l'aîné (1879) dans le rôle de Don César de Bazan du Ruy Blas de Victor Hugo, localisation inconnue.

En 1900, il est élu à la tête de l'Association des artistes dramatiques. Il est également l'auteur de nombreux ouvrages sur le théâtre.

### Décès
Il meurt, le 27 janvier 1909, d'une crise cardiaque dans la Maison des comédiens de Couilly-Pont-aux-Dames, une maison de retraite pour artistes dramatiques dont il avait été le principal fondateur en 1902.

Il est enterré dans le jardin de cette maison. Son éloge funèbre est prononcée par Edmond Rostand.

### Famille
Son frère Ernest, dit Coquelin cadet, est également comédien, sociétaire de la Comédie française.
Son fils Jean Coquelin est aussi devenu acteur et a joué plusieurs fois à ses côtés, notamment dans Cyrano de Bergerac, où il incarnait Ragueneau dès la création de la pièce. Tous deux sont des personnages de la pièce Edmond d'Alexis Michalik.
Son petit-fils, Jean-Paul Coquelin, est également devenu comédien.

## Théâtre
Constantin Stanislavski, l'un des inventeurs du théâtre du XXe siècle, critiquera la manière de jouer de Coquelin aîné dans son livre La Formation de l'acteur. Selon lui, l'art de Coquelin est un art de la représentation. Il pense qu'il crée le personnage dans son imagination, puis qu'il essaie d'imiter ce personnage dans son jeu. Stanislavski reconnaît qu'il s'agit là d'un art de la création. Cependant, au lieu d'essayer d'imiter sur scène un personnage déjà imaginé, il proposera de vivre, directement sur scène, l'émotion d'où surgit cette imagination, et non de l'imiter.

### Carrière à la Comédie-Française
Entré  en 1860 ; nommé 287e sociétaire en 1864 ; départ en 1887.
- 1860 : Les Plaideurs de Jean Racine : Petit-Jean
- 1861 : Les Fourberies de Scapin de Molière : Sylvestre
- 1861 : Le Mariage de Figaro de Beaumarchais : Bazile
- 1861 : Le Misanthrope de Molière : Dubois
- 1861 : Le Barbier de Séville de Beaumarchais : La Jeunesse
- 1861 : Les Plaideurs de Jean Racine : L'Intimé
- 1861 : Tartuffe de Molière : M. Loyal
- 1862 : Le Mariage de Figaro de Beaumarchais : Figaro
- 1863 : Le Barbier de Séville de Beaumarchais : Figaro
- 1863 : George Dandin de Molière : Lubin
- 1864 : Moi d'Eugène Labiche et Édouard Martin : Aubin
- 1868 : Dom Juan ou le Festin de pierre de Molière : Pierrot
- 1868 : La Revanche d'Iris de Paul Ferrier : Diogène
- 1874 : Gabrielle d'Émile Augier : Julien
- 1874 : Tabarin de Paul Ferrier : Tabarin
- 1875 : Les Projets de ma tante de Henry Nicole : Duplessis
- 1875 : Oscar d'Eugène Scribe et Charles Duveyrier : Oscar
- 1875 : Les Précieuses ridicules de Molière : Mascarille
- 1875 : Tartuffe de Molière : M. Loyal
- 1875 : Baron Lafleur de Camille Doucet : baron Lafleur
- 1876 : L'Étrangère d'Alexandre Dumas fils : duc Maximilien de Septmonts
- 1876 : Le Luthier de Crémone de François Coppée : Filippo
- 1877 : Le Joueur de Jean-François Regnard : Hector
- 1877 : Jean Dacier de Charles Lomon : Jean Dacier
- 1878 : Le Misanthrope de Molière : Oronte
- 1878 : Les Fourchambault d'Émile Augier : Léopold Fourchambault
- 1879 : Ruy Blas de Victor Hugo : Don César de Bazan
- 1880 : L'Impromptu de Versailles de Molière : Molière
- 1884 : Les Pattes de mouche de Victorien Sardou : Prosper Bloch
- 1885 : Denise d'Alexandre Dumas fils : Thouvenin
- 1885 : Socrate et sa femme de Théodore de Banville : Socrate
- 1886 : Un Parisien d'Edmond Gondinet : Brichanteau
- 1886 : Chamillac d'Octave Feuillet : Chamillac
- 1886 : Monsieur Scapin de Jean Richepin : Scapin
- 1891 : Thermidor de Victorien Sardou : Charles Labussière
- 1891 : La Mégère apprivoisée de William Shakespeare : Petruccio

### Hors Comédie-Française
- 1895 : Messire du Guesclin de Paul Déroulède, théâtre de la Porte-Saint-Martin
- 1895 : Fanfan la Tulipe, théâtre de la Porte-Saint-Martin
- 1895 : Thermidor de Victorien Sardou, théâtre de la Porte-Saint-Martin
- 1896 : Jacques Callot de Henri Cain, Eugène Adenis et Édouard Adenis, théâtre de la Porte-Saint-Martin
- 1896 : La Montagne enchantée d'Émile Moreau et Albert Carré, théâtre de la Porte-Saint-Martin
- 1897 : Cyrano de Bergerac d'Edmond Rostand, théâtre de la Porte-Saint-Martin
- 1899 : Plus que Reine d'Émile Bergerat, théâtre de la Porte-Saint-Martin
- 1899 : La Dame de Montsoreau, théâtre de la Porte-Saint-Martin
- 1899 : Les Misérables d'après Victor Hugo, théâtre de la Porte-Saint-Martin
- 1900 : Cyrano de Bergerac d'Edmond Rostand, théâtre de la Porte-Saint-Martin
- 1900 : L'Aiglon d'Edmond Rostand, théâtre Sarah Bernhardt
- 1900 : Jean Bart d'Edmond Haraucourt, théâtre de la Porte-Saint-Martin
- 1904 : La Montansier de Gaston Arman de Caillavet et Robert de Flers, théâtre de la Gaîté
- 1905 : Scarron de Catulle Mendès, théâtre de la Gaîté-Lyrique
- 1905 : Les Oberlé d'Edmond Haraucourt d'après René Bazin, théâtre de la Gaîté-Lyrique
- 1906 : L'Attentat d'Alfred Capus et Lucien Descaves, théâtre de la Gaîté-Lyrique
- 1907 : L'Affaire des poisons de Victorien Sardou, théâtre de la Porte-Saint-Martin

## Cinéma
- 1900 : Cyrano de Bergerac (film court) de Clément Maurice : Cyrano de Bergerac.

## Postérité

### Hommages
Antoine Bourdelle exécute son buste en 1893, bronze conservé à Paris à la Comédie-Française.
Aimé Guerlain choisit de créer une eau de Cologne en hommage à Benoît Constant Coquelin, L’Eau de Cologne du Coq.
Son nom a été donné à une avenue du 7e arrondissement de Paris : l'avenue Constant-Coquelin.
Une station de la Ligne 9 du tramway d'Île-de-France porte son nom.

### Dans la littérature
Dans Du côté de chez Swann de Marcel Proust, le narrateur, jeune, classe naïvement par ordre de talent les acteurs les plus illustres : Got, Delaunay, Coquelin, Thiron, Febvre.

### Au théâtre
En 2016, le rôle de Coquelin est créé par Pierre Forest dans Edmond d'Alexis Michalik.

### Au cinéma
En 2019, dans Edmond d'Alexis Michalik, Coquelin est incarné par Olivier Gourmet.

## Galerie

Portraits de Coquelin aîné
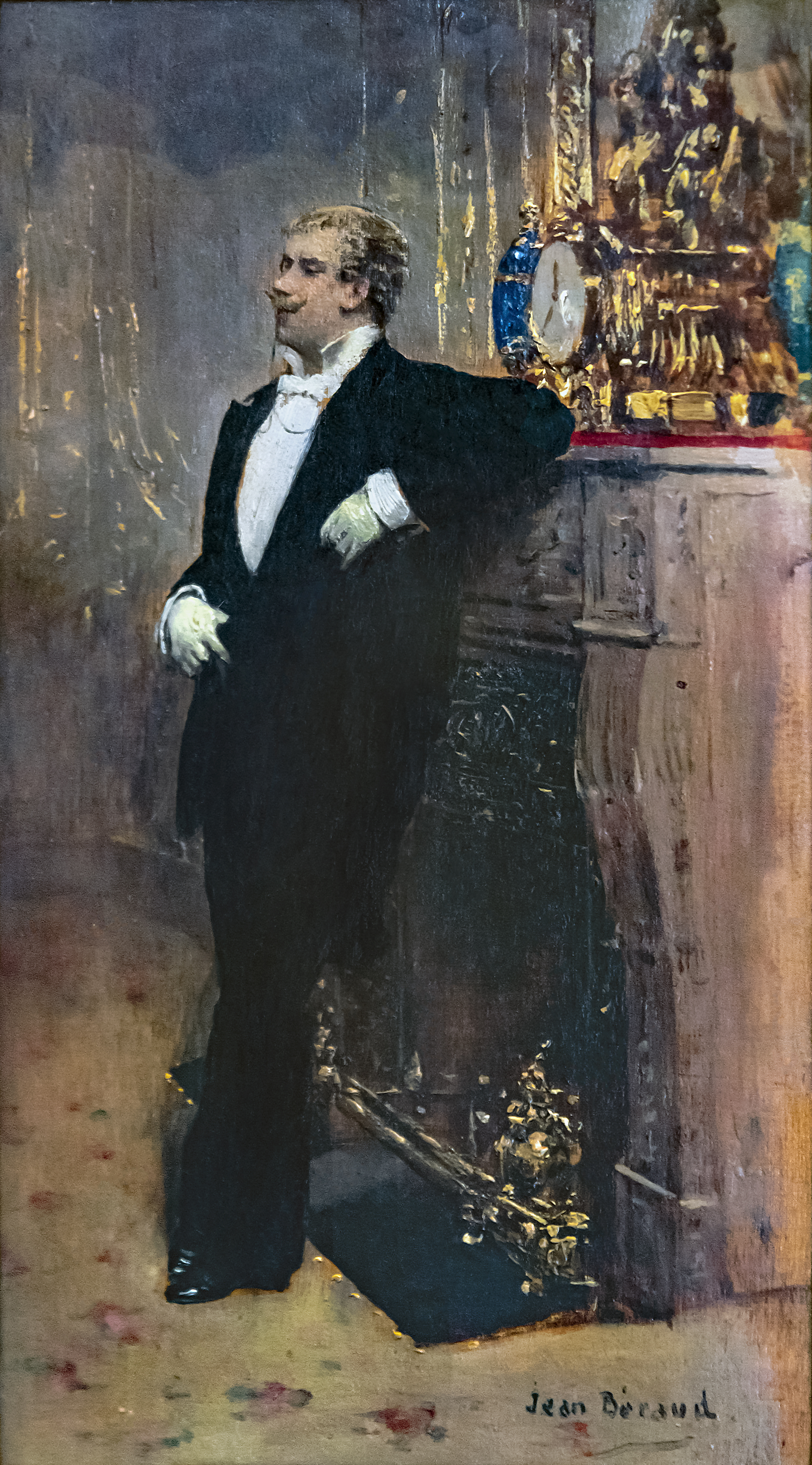
Jean Béraud, L'Acteur Coquelin aîné accoudé, Toulouse, Fondation Bemberg.
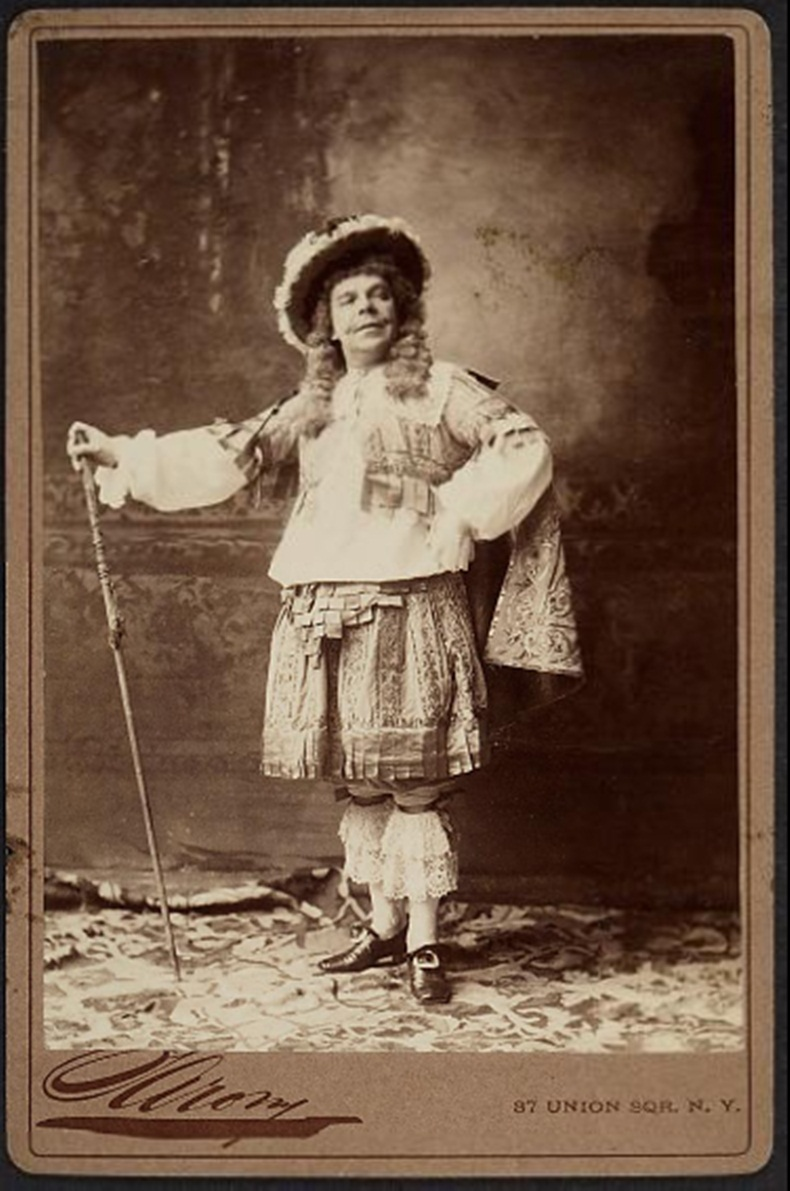
Dans le rôle de Mascarille des Précieuses ridicules de Molière, photographié par Napoléon Sarony en 1888.
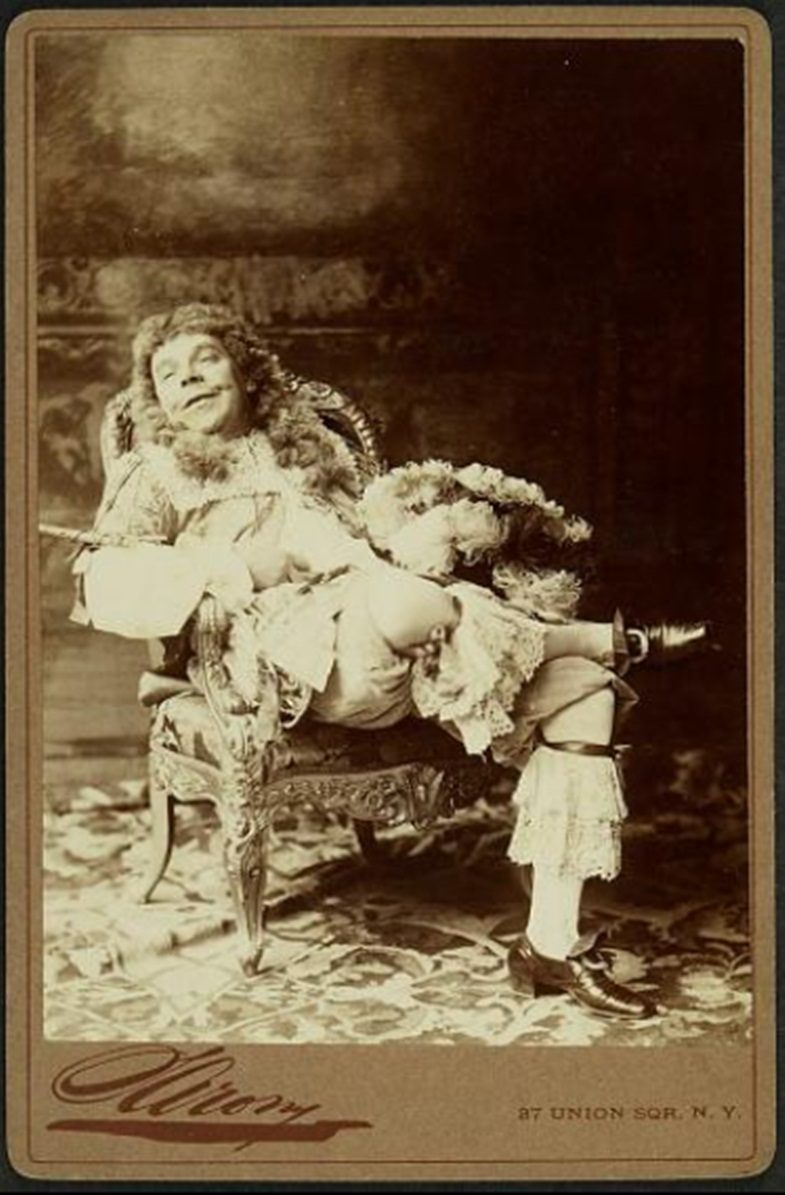
Dans le rôle de Mascarille des Précieuses ridicules de Molière, photographié par Napoléon Sarony en 1888.
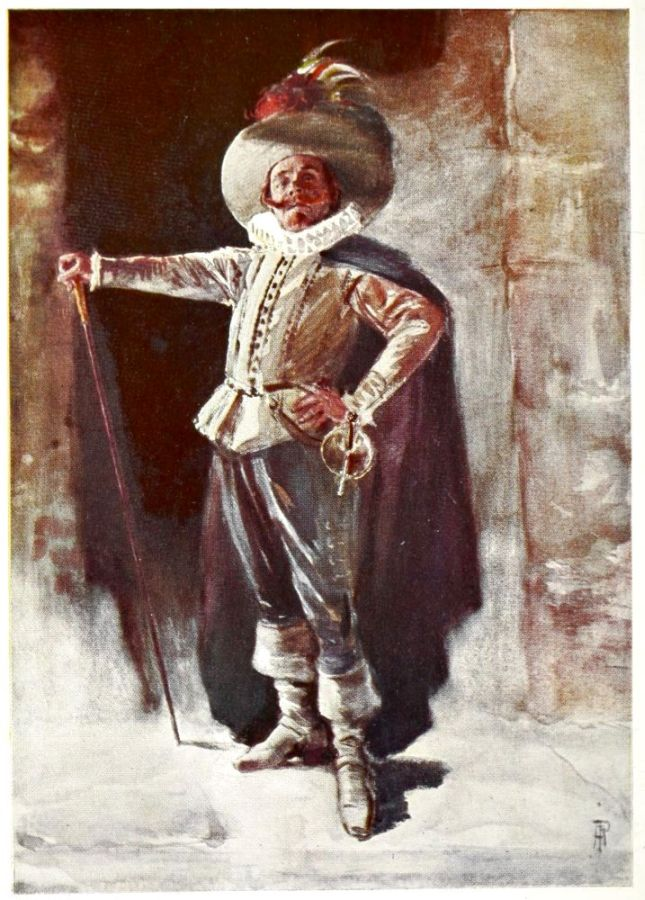
Dans le rôle de Cyrano de Cyrano de Bergerac d'Edmond Rostand, illustration de Percy Anderson (en) (1906).
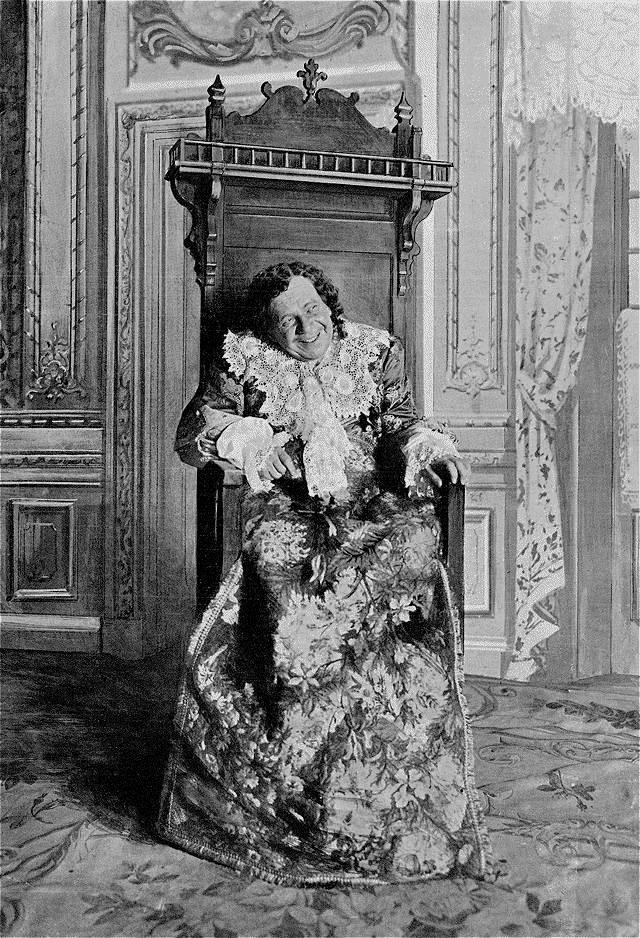
Dans le rôle de Scarron de Catulle Mendès (1905).
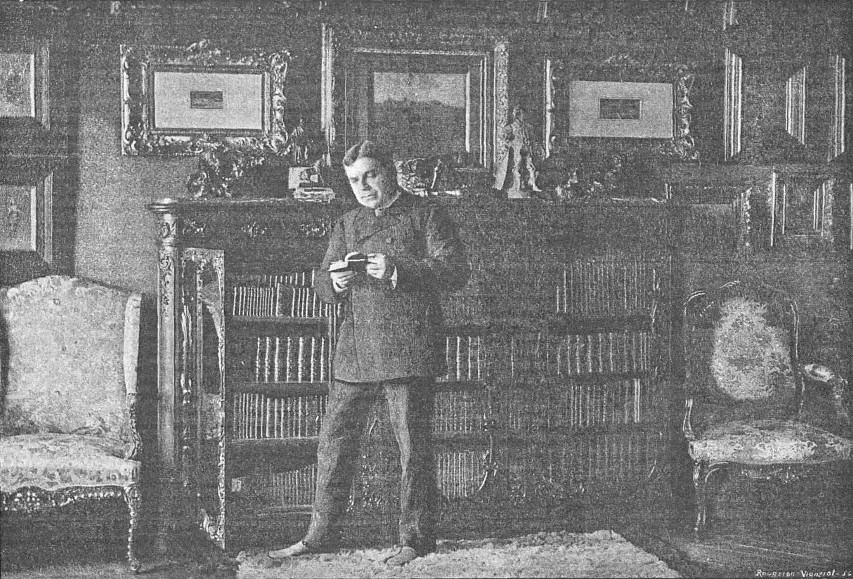
Coquelin Aîné chez lui photographié par Dornac (1893).